# Ерік Демейн
Ерік Демейн (народився 28 лютого 1981) — професор з інформатики у Массачусетському технологічному інституті і колишній вундеркінд.

## Ранні роки
Демейн народився у Галіфаксі, Нова Шотландія. Його батьки - художник-скульптор Мартін Демейн і Джуді Андерсон. Демейн був вундеркіндом. У віці 7 років він подорожував Північною Америкою з батьком і навчався вдома допоки не вступив у коледж.
Демейн вступив в Університет Далузьє в Канаді у віці 12 років, отримав ступінь бакалавра в 14, а докторантуру завершив у 20 років.